# Марша П. Џонсон
Марша П. Џонсон (1945 — 1992) била је учесница борбе за геј ослобођење, активистикиња и самоидентификована дрег краљица. Са блиском пријатељицом Силвијом Ривером основала је 1970. Уличну Трансвеститску Револуцонарну Акцију (СТАР), неформалну групу која је помагала транс женама и дрег краљицама које су биле бескућнице.

## Активизам
Марша је била једна од првих дрег краљица које су посећивале Стоунвол ин када су дозволили улаз женама и дрег краљицама; пре тога бар је био отворен само за геј мушкарце.
Иако каже да није била присутна током самог избијања Стоунволске побуне, Марша је постала једно од препознатљивих лица овог догађаја.

## Смрт
Убрзо након Параде поноса 1992. године у Њујорку, Маршино тело је пронађено како плута у реци Хадсон. Иако је испрва објављено да је у питању самоубиство, многи Маршини пријатељи су ово оспоравали. У новембру 2012. транс активисткиња Мараја Лопез успела је у свом науму да Њујоршка полиција поново отвори овај случај као потенцијално убиство.